# UNAVEM II
De United Nations Angola Verification Mission II (UNAVEM II), of VN-verificatiemissie in Angola (II) in het Nederlands, behelsde een vredesoperatie in Angola van 1991 tot 1995 die toezag op het in 1990 overeengekomen staakt-het-vuren en de Akkoorden van Bicesse uit 1991 ten tijde van de Angolese Burgeroorlog.
De missie werd door de VN-Veiligheidsraad opgericht op 30 mei 1991 middels resolutie 696. In 1995 werd de missie vervangen door UNAVEM III.
Nederlandse deelnemers kwamen in aanmerking voor de Herinneringsmedaille VN-Vredesoperaties.